# Le Provençal
Le Provençal (рус. Провансалец) — газета, выходившая в Марселе (Франция) в XX веке.

## История
Первоначально «Le Provençal» называлась «Le Petit Provençal» и была региональной ежедневной газетой в Марселе и на юго-востоке Франции, выходила в период с 1880 по 1944 годы.
В августе 1944 года, во время боёв за освобождение города, Ксавье Кулиоли (1896—1978) (будущий глава полиции Буш-дю-Рона и будущий директор Прованса, активист Сопротивления и социалистический деятель), Ник Вентури (фр., 1923—2008), печально известный мафиози из Марселя, и Андре Амбрози (1914—1964), солдат, недавно сбежавший из лагеря Санс (Йонна), и активный член Французских внутренних сил, освободили и заняли штаб-квартиру «Le Petit Provençal» в сопровождении нескольких вооруженных людей. Фактически, группа провела операцию в пользу Гастона Деффера, лидера сети сопротивления «Брута» и будущего мэра Марселя.
Именно тогда газета была переименована в «Le Provençal» — название, которое сохранялось до 1997 года, когда издание объединилось с «Le Méridional» (фр.) и стало называться «La Provence» (фр.).
Газета была непоколебимой политической поддержкой её владельца, Гастона Деффера, в частности, позволив последнему победить на выборах мэра Марселя в 1953 году и оставаться им без перерыва до своей смерти в мае 1986 года. В политическом плане газета всегда защищала взгляды своего основного владельца, такие как чувствительность к левым идеям, снисходительность по отношению к криминальным кругам Марселя и яростное желание децентрализовать процесс принятия решений, касающихся крупных государственных контрактов перед местными сообществами — политику, которую он успешно реализовывал в качестве министра внутренних дел в период с 1981 по 1984 год в течение первого семилетнего срока Франсуа Миттерана.